# ایوو ورتمن
ایوو ورتمن (پرتغالی: Ivo Wortmann؛ زادهٔ ۱۰ مارس ۱۹۴۹) یک مربی فوتبال اهل برزیل است.
از باشگاه‌هایی که در آن بازی کرده‌است می‌توان به پالمیراس، باشگاه فوتبال گرمیو، و تیم ملی فوتبال برزیل اشاره کرد.